# Shoka sonjuku
Shoka sonjuku (松下村塾) of 'privé-academie onder de pijnbomen', is een van de duizend of meer privéscholen (shijuku) gesticht door Yoshida Shoin (吉田 松陰) (1830-1859) in Hagi, prefectuur Yamaguchi. In de school werd zowel aan burgers als aan samoerais (侍) lesgegeven.
Zoals in vele andere scholen waren ook hier jongens het sterkst vertegenwoordigd.

## De stichter

### Het leven van Yoshida Shoin
- Yoshida Shoin werd in 1830 geboren in Hagi, een kleine staat in de Choshū Han (長州藩), nu in de huidige Yamaguchi prefectuur (山口県). Hij was de zoon van Sugi Yurinosuke (杉百合之助). De Sugi (杉) waren geen elitaire samurai-familie, maar streefden de bushido- en shintotraditie zeer strikt na.
- In 1835 werd hij door zijn oom Yoshida Daisuke (吉田大助) geadopteerd en nam zijn familienaam over. De Yoshida-familie behoorde tot de Yamagaryū (山鹿流), de school van Yamaga Soko (山鹿素行) (1622-1685). Yamaga Soko is vooral bekend door zijn lezingen over militaire strategie en het confucianisme.
- In 1838 ging Shoin naar de clan-school, Meirinkan (明倫館). Hij kreeg er les van zijn oom Tamaki Bunnoshin (玉木文之進). Nog voor de leeftijd van 17 bereikt te hebben, begon hij militaire wetenschap te bestuderen. Hij werd een briljant student van de militaire wetenschap. Op 18-jarige leeftijd schreef hij zijn eerste werk, Ikensho (意見書). Hierin schrijft hij over de hervorming die hij zou willen doorvoeren binnen de Meirinkan. Hij werd ook leraar aan de Meirinkan-school. Deze functie onderbrak hij echter regelmatig voor studiereizen.
- Toen Matthew Perry in 1854 uit Japan wilde vertrekken, deed Shoin samen met zijn vriend, Kaneko Shigesuke (子重輔) 5 pogingen om aan boord te raken. Hij wilde namelijk meer leren over het Westen. Alle pogingen mislukten. Terug aan land werden hij en zijn vriend opgesloten in een kooi. Dit was de eerste van een hele reeks opsluitingen. De vrienden werden achtereenvolgens opgesloten in de Denmacho-gevangenis en de Azabu-gevangenis in Edo. Op 14 december 1854 werden Shoin en zijn vriend in Hagi gescheiden. Shoin kwam in de Iwakura-gevangenis terecht. Hier gaf hij les aan zijn medegevangenen. Een jaar later werd zijn straf veranderd in huisarrest bij de Sugi-familie.
- In 1857 mocht Shoin door een speciale toelating van de daimyo de privéschool van zijn oom Tamaki, de Sonjuku-school, overnemen. Hij gaf er slechts tweeënhalf jaar les.
- In 1858 kwam hij opnieuw onder toezicht van Edo omwille van zijn plan om Manobe Norikatsu (間部詮勝) te vermoorden. Dit was de reden waarom hij naar Edo gestuurd werd en ter dood veroordeeld. In hetzelfde jaar kreeg hij officieel de toelating van de daimyo om kagaku (de militaire wetenschappen van de Yamagaryū te onderwijzen. In 1859 werd zijn terechtstelling uitgevoerd.
- Na zijn dood werd hij verheerlijkt als martelaar voor de keizer en zijn land.

### Yoshida Shoin als leraar
Toen Shoin in 1855 onder dwang bij de Sugi verbleef, liet hij een bijgebouw maken aan het huis en gaf er les.
In de zomer van 1857 werd Shoin leraar van Shoka sonjuku, het schooltje van zijn oom Tamaki. In het begin waren er 3 leerlingen, maar dat aantal nam toe tot 25. Er waren meer kandidaten, maar door een gebrek aan plaats werden ze weerhouden. Shoin aarzelde steeds bij het aanvaarden van een leerling en als hij een leerling weigerde, dan was dit definitief.
Voor zijn leerlingen echter, was Shoin zeer opofferingsbereid. Hij stelde zich dag en nacht tot hun beschikking. Shoin aanvaardde geen geld (gessha) (月謝) van zijn leerlingen, enkel voedsel. Hij kon leven van het loon dat hij van zijn daimyo kreeg.
In 1858 kreeg hij officieel de toelating van de daimyo om kagaku (de militaire wetenschappen van de Yamaga-school van militaire studiën) te onderwijzen. In de periode van juli tot december slaagde Shoin erin om publieke herkenning en erkenning te verwerven.
Hij was zeer ontvankelijk en nieuwsgierig naar het Westen en wilde er veel over leren in de hoop dat zijn land en leerlingen de uitdaging met het Westen zouden aangaan. Zijn overtuiging om meer over het Westen te weten en zijn fervent loyalisme hij heeft hij met succes doorgegeven aan zijn leerlingen.

## Shijuku (私塾)
Shijuku is de naam voor privéschooltjes van de Tokugawa-periode. Ze werden gesticht tussen het einde van de 18e eeuw en het begin van de 19e eeuw. Essentieel bij shijuku is de sterke individualisering en de innovatieve en progressieve tendens bij het lesgeven. Shijuku zijn onafhankelijk van de bakuhan (bakufu aan de macht en het land wordt ingedeeld in han) of het latere feodale regime. Het gevolg hiervan is dat deze scholen niet onder officieel bestuur vielen, geen fondsen van de staat kregen en niet verondersteld werden te onderwijzen in functie van wat het best is voor de staat. Het curriculum van de shijuku is vrij van officiële controle en hangt dus af van de specifieke interesses en eigen opleiding van het schoolhoofd. Deze kenmerken kunnen zeker ook bij de Shoka sonjuku teruggevonden worden. Er was een sterke openheid in toelating tot de school omdat er geen klasse-barrière of geografische barrière opgelegd werd. Toch kwamen de studenten uit stedelijke handelaarsfamilies, rijke landbouwersgezinnen en families van boeddhistische priesters. Er waren geen kinderen van arme landbouwersgezinnen wegens het verplichte inschrijvingsgeld. Studerende kinderen konden ook niet helpen op het veld en elke arbeidskracht was nodig. In de Shoka sonjuku moest Yoshida Shoin zelf wel overtuigd zijn van het individu dat bij hem les wilde komen volgen om hem toe te laten.
Persoonlijke tijd en historische tijd kruisten elkaar duidelijk in het leven van de studenten. Het verval van de morele, sociale en politieke orde in de Tokugawa-periode kan niet los gezien worden van de persoonlijke onzekerheid en de rusteloze energie van de studenten. In een poging om tegemoet te komen aan de noden van de leerlingen en de crisisperiode probeerden de leraren een omgeving te creëren waar zelfonderzoek samengebracht werd met een kritische herwaardering van de samenleving.

## Shoka sonjuku

### Stichting van de school
In 1842 opende Tamaki Bunnoshin Shoka sonjuku, een privé lagere school. Toen Tamaki Bunnoshin op een officiële reis vertrokken was, nam Kubo Gorozaemon de functie van directeur over en bleef dit tot 1857. Vanaf dan tot bij zijn opsluiting nam Yoshida Shoin zijn functie over. Yoshida Shoin introduceerde economie en politiek als belangrijke vakken. De officiële oprichting van Yoshida Shoins Shoka sonjuku vond plaats in november 1857. In 1858 nam Tamaki samen met Yoshida Shoins broer Sugi Umetaro het bestuur van de school weer in handen tot het einde van de school.

### Het gebouw

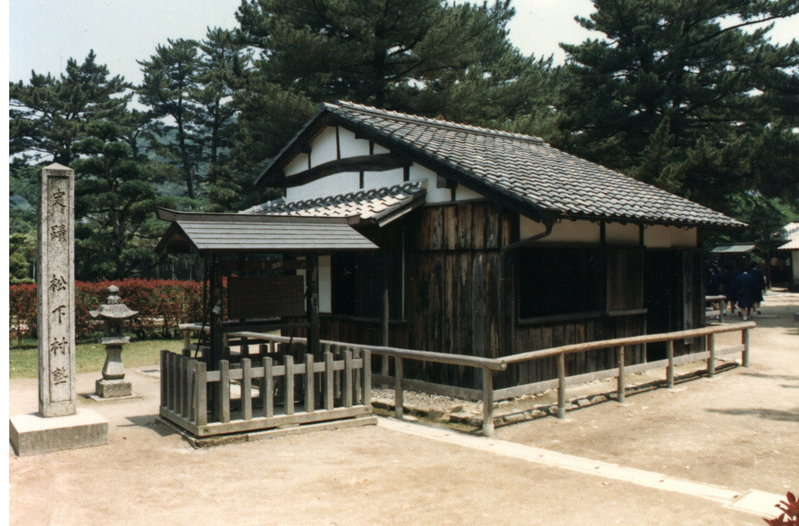
Shoka sonjuku

Er werd les gegeven in het huis van de Sugi-familie.
Het klaslokaal was eerst 8 tatami matten groot, later werd deze vergroot tot 10,5 tatami matten. Het gebouwtje wordt nog steeds zorgvuldig beschermd door de Shinto-priesters.

### Werking van de school
- Shoins onderwijsprincipes kunnen worden teruggevonden in zijn werk: Komo Toki (講孟剳記), later Komo Yowa (講孟余話) genaamd. Deze principes waren gebaseerd op die van Yamaga Soko, in het bijzonder op zijn Shido (Militaire principes) en Bukyo Shogaku (De weg van de samurai).
- Bij speciale gelegenheden mochten de leerlingen vrij discussiëren over actuele gebeurtenissen.
- Het schoolleven was een totaalervaring. 25 studenten woonden en studeerden in één kamer, samen met hun jonge leraar. In zo'n situatie ontstonden er natuurlijk vragen van intieme relaties. De school verbood contact met het andere geslacht door de ongeschreven regel.
- De school gaf een speciale voorkeur aan intelligente jongelui. Centraal stond de vorming van een ware persoonlijkheid. Het was belangrijk om te voldoen aan de emotionele noden van de student. Het principe was: de sterke punten (chosho) (長所) van de leerling moeten ontwikkeld worden zonder aandacht te schenken aan zijn zwakke punten. Elke leerling moest individueel begeleid worden. Niet de theorie was belangrijk, maar wel de praktische toepassing.
- De geestdrift van de studenten om hun persoonlijke onzekerheid te overwinnen zorgde voor een totale toewijding aan de idee van de Meiji-Revolutie.
- Het curriculum van de school was onderverdeeld in een militair onderdeel, buka (武科) en een literair onderdeel, bunka (文科). Het militaire departement was nog opgedeeld in 2 secties: de legersectie, rikugunka (陸軍科) en de marinesectie, kaigunka (海軍科).
- De school had zeer onregelmatige uren en de leerlingen hadden nooit vakantie.
- 'De zeven regels voor de krijger', geschreven door Shoin geven een mooi inzicht in de filosofie van de school. Centraal hierin staat de gojo en de gorin. De gojo of vijf deugden waren: vrijgevigheid, wijsheid, rechtvaardigheid, welvoeglijkheid en vertrouwen. Gorin zijn de vijf belangrijke menselijke relaties tussen heerser en onderdaan, vader en zoon, man en vrouw, broers en vrienden onderling. In deze relaties is wederzijds respect essentieel. Zo was een van de regels:'Gehoorzaam steeds de bevelen van je ouders'. Als deze regel overtreden werd, moest men aan zazen doen. Voor alle andere overtredingen werd een straf gegeven in verhouding met de graad van de overtreding.

### Einde van de school
Na Shoins dood werd de school overgenomen door zijn oom Tamaki Bunnoshin en zijn broer Sugi Umetaro. Er kwam een einde aan de school in 1892.

## Bekende studenten
De school is vooral bekend omdat er vele dominante historische figuren hun opleiding gekregen hebben. Ze zijn allemaal geboren in Hagi en hebben zich toegespitst op de belangen van hun land bij het einde van de Edo-periode. Ze vertolkten een belangrijke rol bij de Meiji-revolutie.
- Takasugi Shinsaku (高杉晋作)(1839-1867) was de zoon van een samoerai. Hij was een fervent tegenstander van het shogunaat. Hij studeerde zowel in Shoka sonjuku als in Meirinkan. In 1858 ging hij in Edo studeren maar in 1859 kwam terug op verzoek van de clan. Hij richtte de kiheitai (奇兵隊)op. Dit was een beroepsleger van getrainde boeren en stedelingen dat in 1836 gebruikt werd om een buitenlands schip aan te vallen. In 1864 nam hij actief deel aan de vredesonderhandelingen met de Westerse grootmachten. In 1866 sloot hij de Satsuma-Choshū-alliantie met Satsuma. In dat jaar, leidde hij de zeemacht van de clan tijdens de Choshū-expeditie tegen strijdkrachten van het shogunaat en ze versloegen hen in Oshima en Kokura. Hij stierf aan tuberculose in 1867.
- Kusaka Genzui (久坂玄瑞)(1840-1864). Toen hij veertien jaar was, begon hij zijn studies aan Meirinkan. Hij bestudeerde het Westen en leerde geneeskunde. Op zeventienjarige leeftijd ging hij naar Kyushu om zijn studies voort te zetten. In Edo bestudeerde hij buitenlandse boeken. Hij uitte zich tegen het vriendschaps- en handelsverdrag met de V.S. dat door Ii Naosuke (toen de belangrijkste vertegenwoordiger van de shogun) gesloten werd. Daarna zette hij zich in voor de restauratie van de keizerlijke troon. Op 19-jarige leeftijd kwam hij naar Shoka sonjuku. Na zijn studiereis naar Shanghai richtte hij zich op sonno-joi-beweging. Hij stierf eveneens aan tuberculose.
- Ito Hirobumi (伊藤博文)(1841-1909) was de zoon van Juzo Hayashi, die geadopteerd was door een lagere samoeraifamilie. Juzo Hayashi nam toen de naam Ito aan. Hij was Japans eerste premier (voor de eerste keer (22 december, 1885 - 30 april, 1888) en medegrondlegger van de Japanse grondwet. Later werd hij nog drie keer premier. Hij zorgde voor de ingebruikname van het kabinetsysteem. Hij heeft in Engeland de Westerse technologie bestudeerd en hij was vertaler en tolk bij de beslissende fases van het bombardement in Shimonoseki. In 1882 ondernam hij een studiereis naar Europa waar hij de grondwetten van de verschillende landen ging bestuderen. Bij zijn terugkeer bekleedde hij een centrale rol in de regering. Hij had gemeenschappelijke interesses met Yoshida Shoin nl. zelfde streven, interesses, idealen. Deze mannen hadden een onlosmakelijke band. Het respect van Ito voor Shoin bleek nogmaals toen hij zijn eigen zijden obi (zijden riem voor een kimono) over het onthoofde lichaam van zijn leraar legde. Zo vervolledigde hij de ceremoniële gewaden waarin Yoshida Shoin verbrand zou worden. Omwille van zijn steun bij de annexatie van Korea werd Ito Hirobumi in 1909 vermoord in Harbin station door An Chung-gun, een Koreaanse onafhankelijkheidsactivist.
- Yamagata Aritomo (山県有朋)(1838-1922) was de zoon van een lagere samoeraifamilie. Hij was stichter van het moderne Japanse leger. Nadat hij door Kusaka Genzui geïntroduceerd werd, werd hij een leerling aan Shoka sonjuku. Verder bezocht hij Europa om er een militaire dienst te bestuderen. Hij leidde de kiheitai. Hij was eerst taifu (senior vice minister) van het Ministerie van Defensie en leger-taifu, werd hij minister van oorlog in 1873. Zowel in 1889 als in 1898 kon hij een Yamagata-kabinet vormen. Tussen beide kabinetten bekleedde hij politiek-militaire functies.
- Kido Takayoshi ook Kido Koin (木戸孝允) genaamd (1833-1877). Hij was de zoon van een dokter. Later bestudeerde hij ook de zwaardsmeedkunst en militaire wetenschap in Edo. Hij was een fervent tegenstander van de kobu gattai-beweging (steunden de vereniging van het Shogunaat en het keizerlijk hof). Hij leidde de omverwerping van het shogunaat. In 1866 sloot hij de Satsuma-Choshū-alliantie met Kagoshima. Hij heeft de Eed in Vijf Artikelen ontworpen. Hij werd senior raadslid (san'yo) en later raadslid (sangi). Daarna bleef hij zijn politieke invloed behouden via verschillende andere functies. Hij hielp bij de aanspraak op Yoshida Shoins lichaam.
- Maebara Issei (前原一誠)(1834-1876). Na zijn studies bij Yoshida Shoin, studeerde hij Engels in Nagasaki. Daarna zette hij zijn studies verder in Kioto. Hij was stafofficier in het gewapend conflict van 1964 en tijdens het gevecht tussen de Tokugawa-regering en Choshū in 1965. Hij was ook gouverneur-generaal tijdens de expeditie naar Hokuetsu in 1868. In 1975 wilde hij het Keizerlijk Hof van valse praktijken zuiveren maar hij werd verslagen en onthoofd op 43-jarige leeftijd.
- Shinagawa Yajiro (品川弥二郎)(1843-1900). Deze staatsman was de zoon van een samoerai. Vanaf 1857 studeerde hij aan Shoka sonjuku. Tijdens de Boshin-oorlog bekleedde hij de functie van stafofficier. In 1870 ging hij naar Europa om er te studeren. Toen hij terugkeerde naar Japan bekleedde hij er verscheidene politieke functies, o.a. hoofdsecretaris van het Ministerie van Binnenlandse Zaken. In 1891 werd hij minister van Binnenlandse zaken in het Matsukata-kabinet. Hij stichtte de Kokumin Kyokai (politieke partij). Hij nam deel aan het 'Teradaya-incident' en samen met Takasugi Shinsaku pleegde hij een aanval op de minister van buitenlandse zaken. Hij deed inspanningen voor het oprichten van industriële associaties en hij schreef "Tokoton-yare-bushi", een loyalistisch lied. In 1862 ijverde hij voor de herbegrafenis van de asse van Yoshida Shoin en kwam hij in dienst van de Choshū-clan.
- Nomura Yasushi (野村靖)(1842 - 1909) was de zoon van een samoerai. Hij startte in 1857 aan Shoka sonjuku. Hij werd lid van de sonno-joi-beweging. Hij was betrokken bij de brand bij het Britse gezantschap. In 1871 ging hij voor de regering werken als kunai-guntaijo. Hij nam verscheidene politieke functies waar. In 1891 werd hij als gezant naar Frankrijk gestuurd. Toen hij terugkeerde werd hij Minister van Binnenlandse Zaken in het Ito-kabinet en Minister van Communicatie in het tweede Matsukata-kabinet.
- Yamada Akiyoshi (山田顕義)(1844-1892) was de zoon van een samoerai. Hij was een militaire officier en staatsman. Hij nam actief deel aan de Boshin-oorlog. In 1869 werd hij hobyu taijo, officier van het Ministerie van Leger-Zeemacht. In 1871 werd hij gepromoveerd tot majoor-generaal. Hij diende tijdens de Saga- en Satsuma Rebellie en hij onderwierp de rebellerende samurai-groepen. In 1878 werd hij luitenant-generaal. Hij had als sangi (raadslid) verscheidene ministeriële functies tijdens het eerste Ito-kabinet, het Kuroda-kabinet, het eerste Yamagata-kabinet en het eerste Matsukata-kabinet. Hij was betrokken bij de stichting van Koten Kokyusho (huidige Kokugakuin Universiteit) en de Japanse Rechtenschool (huidige Nihon Universiteit).
- Inoue Kaoru (井上馨)(1836-1915), zoon van een lagere samoeraifamilie (goshi). Na de Meiji-restauratie heeft hij belangrijke politieke functies bekleed waaronder die van senior raadslid (san'yo), taifu (senior viceminister) en raadslid (sangi). Als viceambassadeur was hij in 1876 betrokken bij het sluiten van het Japans-Koreaanse Vriendschapsverdrag. In 1885 werd hij Minister van Buitenlandse zaken in het eerste Ito-kabinet. Hij promootte het Westers beleid dat gesymboliseerd werd door de Rokumeikan (鹿鳴館). Zijn doel was zorgen voor een herziening van de ongelijke verdragen. Zowel in het Kuroda-kabinet als in het tweede en derde Ito-kabinet had hij ministriële functies.
- omura Masujiro (大村益次郎)(1824-1869). Hij is eveneens geboren in Yamaguchi, als zoon van een geneesheer. Hij studeerde rangaku (蘭学) in Nagasaki. Later werd hij het hoofd van de privéschool Tekijuku. Vanaf 1853 was hij samurai onder de Uwajima-clan. In 1860 werd hij samurai van de Choshū-clan. Later trad hij in dienst van de Meiji-regering en in 1869 begon hij aan de modernisering van het militaire systeem als taifu van Ministerie van Leger-Zeemacht. Hij werd echter aangevallen en verwond door een roshi (浪士)(meesterloze samurai) in Kioto en stierf terwijl hij hiervoor in behandeling was.

-Ito Hirobumi, Yamagata Aritomo en Inoue Kaoru waren lid van De oude staatsmannen (Genro 元老).
-Yamagata Aritomo, Kido Koin, Maebara Issei en anderen waren goed vertegenwoordigd bij de leiding van de kiheitai. Zo werd bij een korte burgeroorlog die duurde van 1864 tot januari 1865, het officiële han-beleid verslagen door de kiheitai onder leiding van Ito Hirobumi, Inoue Kaoru en Yamagata Aritomo.
-Binnen de Sonno-joi (尊皇攘夷)-beweging speelden Kusaka Genzui en Takasugi Shinsaku een vooraanstaande rol. Ito Hirobumi, Shinagawa Yajiro, Nomura Yasushi, Yamada Akiyoshi en Inoue Kaoru waren ook lid van deze beweging.
-Aan de Iwakura-missie namen Ito Hirobumi, Kido Takayoshi, Nomura Yasushi en Yamada Akiyoshi deel.

## Shoinjinja
In Hagi staat er een shinto-schrijn ter ere van Yoshida Shoin. Het huidige gebouw is gebouw in 1927 ter nagedachtenis van de 50e verjaardag van Shoins dood. De laatste jaren wordt in het schrijn de god (kami)(神) van het leren vereerd en komen er bezoekers van overal uit Japan.